# Lešť
Lešť és un poble i municipi d'Eslovàquia que es troba a la regió de Banská Bystrica. És a 30 km al sud-est de Zvolen.

## Història
La primera menció escrita de la vila es remunta al 1573. El 1828 tenia 119 cases i 788 habitants. El 1950 s'hi fundà una base militar que serví com a zona d'estacionament per a les tropes soviètiques entre els anys 1960 i 1991.

## Demografia
| Godina             | 1994 | 2004    | 2014    | 2024    |
| ------------------ | ---- | ------- | ------- | ------- |
| Nombre de persones | 213  | 158     | 97      | 28      |
| Diferència         |      | −25,82% | −38,60% | −71,13% |

| Godina             | 2023 | 2024   |
| ------------------ | ---- | ------ |
| Nombre de persones | 27   | 28     |
| Diferència         |      | +3,70% |